# Fabiana Goyeneche
Fabiana Goyeneche (Paysandú, 1 de abril de 1985) es una abogada, escribana, funcionaria y activista uruguaya. 
Conocida principalmente por su participación en la campaña contra el plebiscito para bajar la edad de imputabilidad, popularmente conocido como "Ser joven no es delito" o "No a la baja". Desde 2015 ejerce cargo como Directora de Desarrollo Social de la Intendencia de Montevideo.

## Biografía
Se trasladó desde su Paysandú natal a Montevideo en 2003 para estudiar Abogacía y Escribanía en la Universidad de la República, recibiéndose como abogada en 2009 y como escribana en 2011.
Ha impartido clases de Derecho Penal y Criminología, como aspirante, en la Facultad de Derecho de la Universidad de la República. Durante el año 2013 trabajó como abogada en el Ministerio de Desarrollo Social. En enero de 2014 se convirtió en funcionaria del Ministerio de Economía y Finanzas tras ganar la plaza por concurso.
Se convirtió en una figura conocida en Uruguay a raíz de su implicación en el movimiento contra la baja de edad penal de imputabilidad, siendo vocera de la Comisión Nacional del No a la Baja entre 2011 y el referéndum de 2014. El plebiscito para bajar la edad de imputabilidad fue una consulta popular que tuvo lugar en Uruguay el 26 de octubre de 2014 y se votó junto con las elecciones presidenciales y parlamentarias. 
La propuesta, que polarizó a la sociedad uruguaya, convirtió a Fabiana Goyeneche en una figura mediática relevante ya que visibilizó la oposición a la reforma constitucional

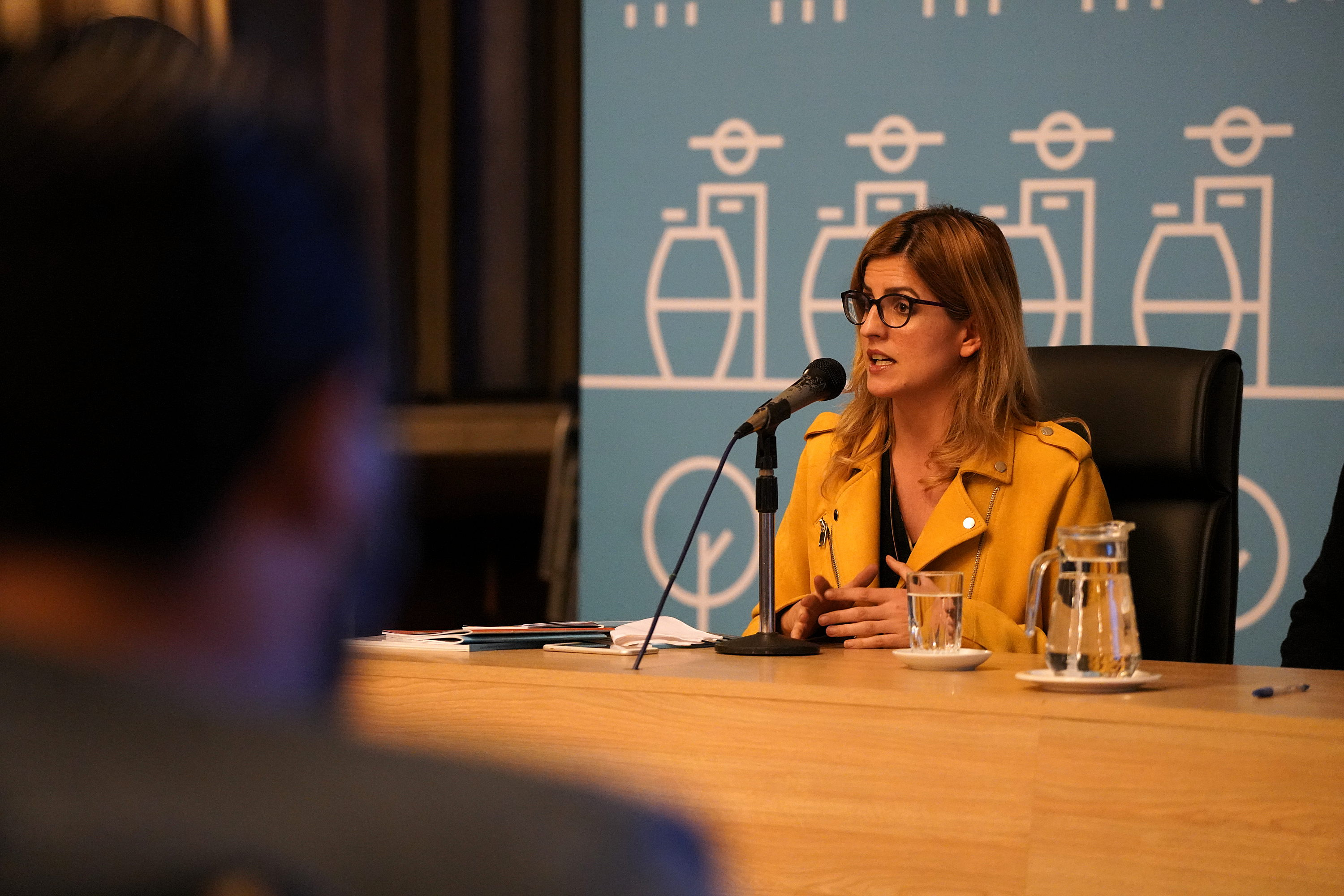
Fabiana Goyeneche en la presentación del primer Plan de Accesibilidad de Montevideo, 9 de setiembre de 2020

En 2015 se integró en el Frente Amplio respaldando la candidatura de Daniel Martínez a la Intendencia de Montevideo. Tras la victoria electoral en las elecciones departamentales de 2015 fue nombrada Directora de Desarrollo Social de la Intendencia de Montevideo. 
Actualmente milita en Casa Grande, una de las listas integrantes del Frente Amplio, de la que es miembro de la Mesa Ejecutiva Nacional y encabeza la lista por Montevideo. 

## Polémicas
A raíz de su exposición mediática como vocera de la Comisión Nacional del No a la Baja, Goyeneche sufrió repetidos ataques en las redes sociales. como por parte de exponentes políticos.
En agosto de 2019 el cantante Gustavo Serafini, conocido como El Gucci, amenazó con demandar a Fabiana Goyeneche tras las críticas de esta a su incorporación como candidato del Frente Amplio por las acusaciones de abuso sexual dirigidas al artista, a pesar de que el citado cantante ganó la demanda civil, siendo absuelto de los cargos imputados y las presuntas víctimas se retractaron públicamente de lo sucedido.